# Aglaia gracilis
Aglaia gracilis är en tvåhjärtbladig växtart som beskrevs av Albert Charles Smith. Aglaia gracilis ingår i släktet Aglaia och familjen Meliaceae. Inga underarter finns listade i Catalogue of Life.